# Ghiacciaio di circo

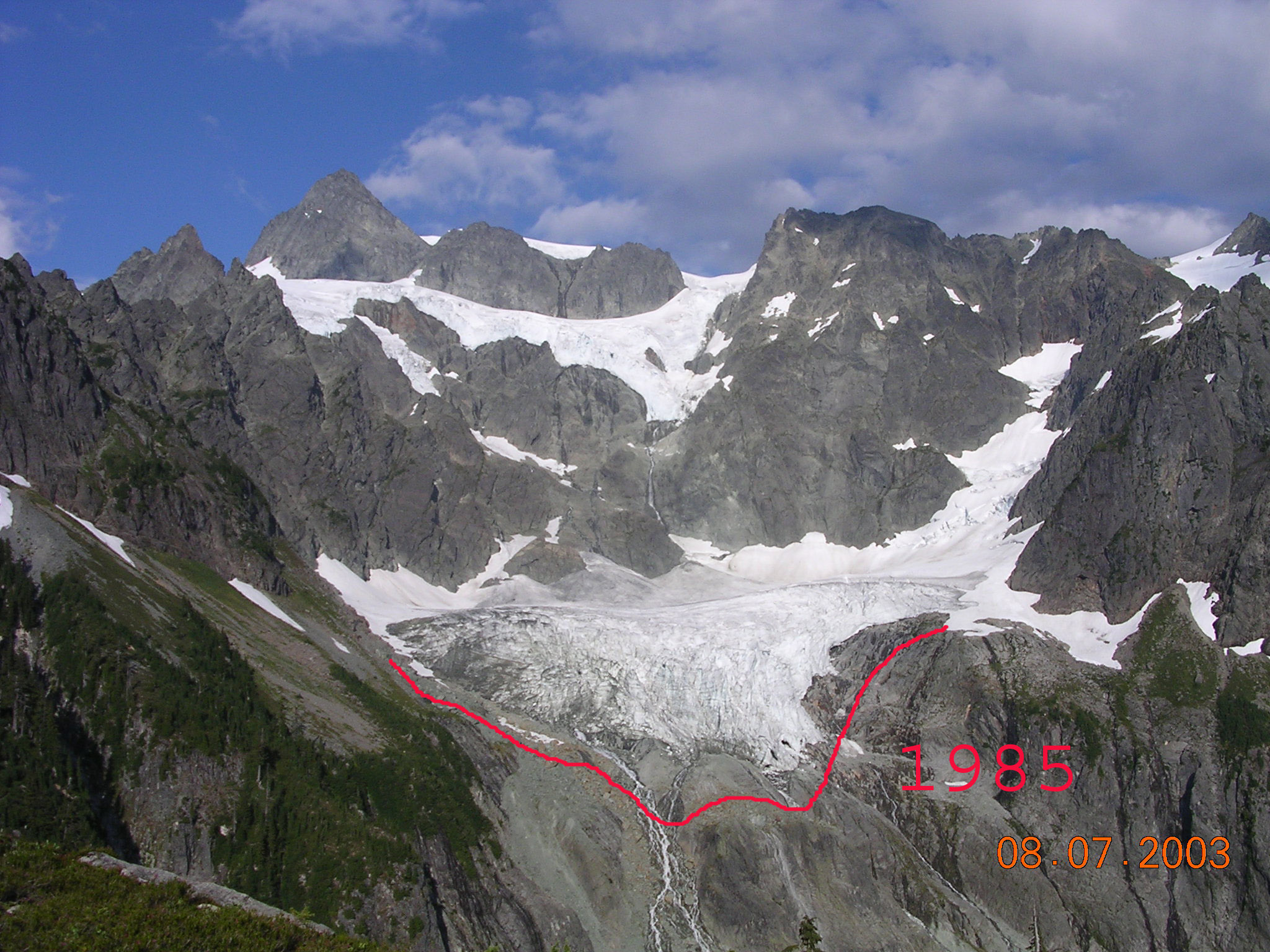
Il Lower Curtis Glacier è un circo glaciale situato nelle North Cascades (nella Catena delle Cascate) dello Stato americano di Washington.

Un ghiacciaio di circo si forma in un circo glaciale,  che è una tipica depressione a forma di scodella sul fianco di una montagna. All'accumulo di neve e ghiaccio nei circhi glaciali concorrono anche le valanghe che cadono dai fianchi più alti circostanti.
In queste depressioni, se la coltre di neve persiste per tutti i mesi estivi trasformandosi in ghiaccio compatto  contribuisce alla formazione e mantenimento del ghiacciaio. La neve può posizionarsi sul fianco sottovento di una montagna, dove è dunque al riparo dal vento. I frammenti rocciosi che cadono dai pendii sovrastanti e ricoprono la neve, giocano un ruolo importante nel proteggere la neve dal riscaldamento ad opera dei raggi del sole, contribuendo al mantenimento del ghiacciaio.
Sotto i ghiacciai di circo possono formarsi i crepacci periferici (randkluft) , spazi aperti tra il ghiaccio e la roccia in posto sottostante, dove l'acqua di disgelo può agevolare la deposizione dei sedimenti rocciosi.